# Wired (album, Jeff Beck)
Wired je druhé sólové studiové album Jeffa Becka, vydané v roce 1976 u Epic Records. Album produkoval George Martin s výjimkou skladby „Blue Wind“, kterou produkoval i složil Jan Hammer.

## Seznam skladeb
| Strana 1 | Strana 1                | Strana 1       | Strana 1 |
| Pořadí   | Název                   | Autor          | Délka    |
| -------- | ----------------------- | -------------- | -------- |
| 1.       | Led Boots               | Middleton      | 4:03     |
| 2.       | Come Dancing            | Walden         | 5:55     |
| 3.       | Goodbye Pork Pie Hat    | Mingus         | 5:31     |
| 4.       | Head for Backstage Pass | Bascomb, Clark | 2:43     |

| Strana 2       | Strana 2       | Strana 2       | Strana 2 |
| Pořadí         | Název          | Autor          | Délka    |
| -------------- | -------------- | -------------- | -------- |
| 1.             | Blue Wind      | Hammer         | 5:54     |
| 2.             | Sophie         | Walden         | 6:31     |
| 3.             | Play with Me   | Walden         | 4:10     |
| 4.             | Love Is Green  | Walden         | 2:30     |
| Celková délka: | Celková délka: | Celková délka: | 37:21    |

## Sestava
- Jeff Beck - elektrická kytara, akustická kytara
- Wilbur Bascomb - basová kytara
- Max Middleton - clavinet, elektrické piano Fender Rhodes
- Jan Hammer - syntezátor, bicí
- Narada Michael Walden - bicí, piáno
- Richard Bailey - bicí
- Ed Greene - bicí